# Utricularia laxa
Utricularia laxa  es una especie fanerógama, de planta carnívora pequeña a mediana, anual que pertenece al  género Utricularia.  Es endémica de Sudamérica, hallándose en Argentina, Brasil, Paraguay, y Uruguay. 

## Descripción
U. laxa crece como planta  terrestre en humedales y pastizales y en las márgenes de cuerpos de agua, usualmente a altitudes cercanas al nivel del mar hasta 1.100 m s. n. m. Fue originalmente descrita y publicada por los botánicos Saint-Hilaire y Frédéric de Girard en 1838.

## Taxonomía
Utricularia laxa fue descrita  por A.St.-Hil. & Girard y publicado en Comptes Rendus Hebdomadaires des Séances de l'Académie des Sciences 7: 870. 1838.
Etimología
Utricularia: nombre genérico que deriva de la palabra latina utriculus, lo que significa "pequeña botella o frasco de cuero".
laxa: epíteto latino que significa "laxa, relajada".
Sinonimia
- Stomoisia cornuta (Michx.) Raf.
- Utricularia colorata Benj.
- Utricularia laxa var. gaudichaudii A. St.-Hil. & Girard	[6]